# آندي فيليب
آندي فيليب (بالإنجليزية: Andy Phillip) مواليد 07 مارس 1922 في غرانيت سيتي - الوفاة 29 أبريل 2001، كان لاعب كرة سلة أمريكي أصبح مدرباً بدأ مسيرته الاحترافية في سنة 1947. تم اختياره من قبل فريق شيكاغو ستايغس خلال الدرافت. بلغ طوله 6 قدم 2 بوصة (1.9 م). اعتزل اللعب في 1958. دخل قاعة نايسميث التذكارية لمشاهير كرة السلة.

## المسيرة الاحترافية
لعب مع شيكاغو ستايغس من سنة 1947 إلى 1950، ثم لعب مع غولدن ستايت ووريورز من سنة 1950 إلى 1953، ثم لعب مع ديترويت بيستونز من سنة 1952 إلى 1956، ثم لعب مع بوسطن سيلتكس من سنة 1956 إلى 1958.

## روابط خارجية
- آندي فيليب على موقع IMDb (الإنجليزية)
- آندي فيليب على موقع قاعدة بيانات الفيلم (الإنجليزية)
- آندي فيليب على موقعبيزبول رفرنس.كوم (الدوري الثانوي) (الإنجليزية)
- آندي فيليب على موقع إن بي أي (الإنجليزية)
- آندي فيليب على موقع سبورتس رفرنس (الإنجليزية)
- آندي فيليب على موقع كلية كرة السلة في سبورتس رفرنس.كوم (الإنجليزية)
- آندي فيليب على موقع ريلجم (الإنجليزية)
- آندي فيليب على موقع بروبوليرز (الإنجليزية)
- آندي فيليب على موقع قاعة المشاهير الجامعة الوطنية لكرة السلة (الإنجليزية)
- آندي فيليب على موقع سبورتس رفرنس (الإنجليزية)